# Robin Hobb
Robin Hobb, pseudonimo di Margaret Astrid Lindholm Ogden (Berkeley, 5 marzo 1952), è una scrittrice statunitense.
È autrice principalmente di romanzi fantasy, nonostante abbia pubblicato diverse storie di fantascienza. Dal 1983 al 1992 ha pubblicato col nome di Megan Lindholm opere che si rifanno al fantasy contemporaneo, mentre quelli pubblicati come Robin Hobb sono caratterizzati da uno stile epico-medievale che porta il racconto su un piano più reale. Vive a Tacoma.

## Opere

### I sei ducati.

#### Trilogia dei Lungavista
La prima trilogia ambientata nel regno dei Sei Ducati tratta della vita di FitzChevalier Lungavista, bastardo reale che viene addestrato dal Re come Assassino di corte e della sua missione al fianco del principe e Re-in-attesa Veritas per contrastare la minaccia dei Pirati delle Navi Rosse.
- L'apprendista assassino (Assassin's Apprentice, 1995) (Fanucci, 2003)
- L'assassino di corte (Royal Assassin, 1996) (Fanucci, 2004)
- Il viaggio dell'assassino (Assassin's Quest, 1997) (Fanucci, 2005)

#### I mercanti di Borgomago
La trilogia dei mercanti di Borgomago, nella traduzione in italiano, è stata spezzata in più parti.
Non lontano dai Sei Ducati sorge la città di Borgomago, grande centro di scambi commerciali e patria di una nobiltà mercantile famosa per le navi viventi, rari vascelli ricavati da un legno magico, in grado di sviluppare una forma di autoconsapevolezza. Un sanguinoso conflitto si acuisce con l'avvento del Capitano Kennit che si proclama re dei Pirati: la Satrapia di Jamaillia sostenuta dagli spietati guerrieri di Chalced vuole porre fine a questo affronto e annichilire ogni forma di libertà a Borgomago. Ma dalle profondità delle Giungle della Pioggia si riveleranno segreti che daranno un nuovo potere ai vascelli viventi di Borgomago, che sembrano connessi all'estinta stirpe dei draghi.
- La nave della magia (Ship of Magic, 1998) (Fanucci, 2005)
- La nave in fuga (Ship of Magic, 1998) (Fanucci, 2006)
- La nave dei pirati (Mad Ship, 1999) (Fanucci, 2006)
- La nave della pazzia (Mad Ship, 1999) (Fanucci, 2006)
- La nave del destino (Ship of Destiny, 2000) (Fanucci, 2009)

#### Trilogia dell'Uomo Ambrato
Il ritorno di FitzChevalier Lungavista. Richiamato a corte dal suo mentore, Umbra Stella d'Autunno, per trarre in salvo il principe Devoto deve fronteggiare una nuova minaccia, i "Pezzati", possessori della magia dello Spirito e pronti a tutto per rivendicare il potere. Nel frattempo, in qualità di "Catalizzatore", dovrà cambiare il corso degli eventi come predetto dal Profeta Bianco.
- Il risveglio dell'assassino (Fool's Errand, 2002) (Fanucci, 2007)
- La furia dell'assassino (Golden Fool, 2003) (Fanucci, 2008)
- Il destino dell'assassino (Fool's Fate, 2003) (Fanucci, 2008)

#### Cronache delle Giungle della Pioggia
Il destino della covata dei draghi nati deformi nelle Giungle della Pioggia sembra segnato da quando il drago Tintaglia li ha abbandonati. Decisi a riconquistare ad ogni costo lo splendore di un tempo, i draghi, scortati ognuno da un proprio custode, risalgono il fiume delle Giungle della Pioggia alla ricerca della favolosa città di Kelsingra.
- Il custode del drago (Dragon Keeper, 2009) (Fanucci, 2010)
- Il rifugio del drago (Dragon Haven, 2010) (Fanucci, 2011)
- La città dei draghi (City of Dragons, 2012) (Fanucci, 2012)
- Il sangue dei draghi (Blood of Dragons, 2013) (Fanucci 2018)

#### Trilogia di Fitz e del Matto
Comincia dieci anni dopo gli eventi narrati nella Trilogia dell'uomo ambrato, successivo alle Cronache delle Giungle della pioggia.
- L'assassino. Il ritorno (Fool's Assassin, 2014) (Sperling & Kupfer, 2015)
- L'assassino. La vendetta (Fool's Quest, 2015) (Sperling & Kupfer, 2016)
- L'assassino. L'ultima caccia (Assassin's Fate, 2017) (Sperling & Kupfer, 2017)

### Trilogia del Figlio Soldato
- Lo spirito della foresta (Shaman's Crossing, 2005) (Fanucci, 2009)
- Il mago della foresta (Forest Mage, 2006) (Fanucci, 2010)
- I rinnegati della foresta (Renegade's Magic, 2007) (Fanucci, 2011)

### Antologie
- The Inheritance & Other Stories (2011)